# Jean Colonna d'Ornano
Jean Colonna d'Ornano, né le 5 avril 1895 à Alger et mort le 11 janvier 1941 à Mourzouq, est un militaire français, compagnon de la Libération. 
Cet officier français se distingua au cours de la Première Guerre mondiale. Il appuie, en août 1940, le ralliement du Tchad à la France libre par le gouverneur Félix Éboué et, en janvier 1941 accomplit sous les ordres du colonel Leclerc un raid, à la tête de neuf hommes du régiment de tirailleurs sénégalais du Tchad, qui le mena jusqu'à Mourzouq où il est mortellement blessé durant le combat.

## Première Guerre mondiale et entre-deux-guerres

### Première Guerre mondiale
À 19 ans, à la déclaration de la Première Guerre mondiale, il s’engage au 1er régiment de spahis à Médéah (Algérie), et rejoint le front après avoir été muté au 6e bataillon de tirailleurs sénégalais et nommé sergent.
Il obtient sa première citation le 18 octobre 1916 au cours d’une contre-attaque qu’il mène à la tête de sa section. Six mois après, il est à nouveau cité et le 29 mars 1918 il est nommé sous-lieutenant.

### Moyen-Orient et Afrique
Dès 1920, le lieutenant Colonna d’Ornano part en Syrie, et, une fois de plus, il est cité pour son action dans la région de Mersine. Deux ans après, il est au Sénégal où il reste très peu de temps, car il va exercer pendant deux ans ses fonctions dans le désert mauritanien.
Le 29 novembre 1922, il est nommé chevalier de la Légion d’honneur.

### Le méhariste administrateur
Les longues randonnées dans le désert, les rencontres avec les populations nomades, le commandement de ses hommes lui font prendre conscience de l’ampleur de sa mission et de son caractère noble. Il va suivre un cours aux « Affaires indigènes ». Il retourne de 1925 à 1927 au Sahara où il prend le commandement de la compagnie méhariste de la Saoura. Le 1er janvier 1928, il est nommé capitaine et affecté au Soudan. En 1930, il dirige le cercle militaire de Nema Oualata à la frontière sud de la Mauritanie. Il allie alors ses fonctions militaires aux fonctions civiles des commandants de cercle. Il commande également pendant deux ans la 7e compagnie du 2e régiment de tirailleurs sénégalais.
De 1932 à 1936, le capitaine Colonna d’Ornano appartient aux Affaires indigènes du Maroc et il est affecté dans les confins du Sud, où la pacification n’est pas complètement achevée. Il est volontaire pour prendre le commandement d’une harka, et en février et mars 1934 les résultats des opérations qu’il mène lui valent encore une citation à l’ordre de l’armée.

### Chef de bataillon
Le 25 juin 1936, il est nommé chef de bataillon et quelques mois plus tard, il est désigné pour servir en Afrique-Équatoriale française (AEF).
En mars 1938, il arrive au Tchad, prend le commandement du groupe III du régiment de tirailleurs sénégalais du Tchad (RTST) et dirige le département du Borkou-Ennedi-Tibesti (BET) avec son PC à Faya-Largeau.

## Seconde Guerre mondiale

### Engagement dans la France libre
La débâcle de juin 1940 le surprend à Brazzaville en instance d’embarquement. Il n’admet pas l’idée de la défaite et de l’abandon. Il adhère sans hésiter à l’Appel du général de Gaulle. Il répond le 18 août 1940 à la demande du colonel Edgard de Larminat : il se rend à Lagos, où il retrouve Leclerc, Hettier de Boislambert et Pleven, arrivés d’Angleterre.
Le 26 août, accompagné de Pleven, il atterrit à Fort-Lamy où le gouverneur Félix Éboué proclame le rattachement du Tchad à la France libre. Au même moment, Leclerc et Hettier de Boislambert débarquent à Douala et apportent la contribution du Cameroun au grand mouvement libérateur de l’Afrique.
Avec le grade de lieutenant-colonel, Colonna d’Ornano devient l’adjoint du chef de corps du régiment de tirailleurs sénégalais du Tchad.

### Le combat
Les troupes italiennes, alliées des Allemands, sont en Libye, au nord du Tchad.
Le 2 décembre 1940, le colonel Leclerc est nommé commandant militaire du Tchad et chef de corps du RTST. Il trouve, chez son adjoint d'Ornano, un méhariste confirmé qu’il ne manquera pas d’écouter. Il lui laissera la direction complète de ce raid sur Mourzouq dont il a préparé la participation française. En effet, le colonel Ralph A. Bagnold a tenu parole. Quand le 15 décembre Leclerc et d’Ornano atterrissent à Zouar, la patrouille du Long Range Desert Group aux ordres du major Clayton (en) a déjà commencé la traversée du désert libyen d’Égypte vers le Tibesti. Au nord d’Aozou, à Kayougue, le 6 janvier 1941, les chameaux transportant l’essence et l’eau nécessaires à l’opération sont à pied d’œuvre avec trois officiers (d'Ornano, Massu et Eggenspiller), deux sous-officiers et cinq goumiers. Ce sont 25 voitures (camionnettes non blindées, découvertes, équipées de pneus basse pression et de compas solaires pour la navigation) qui sont au rendez-vous.

### Mort au champ d'honneur
Le 2 janvier 1941, le lieutenant-colonel Colonna d'Ornano reçoit du général Leclerc l'ordre de se porter sur Mourzouq,. Un raid est organisé avec le Long Range Desert Group. Dans la voiture du major Clayton, le 11 janvier 1941, d’Ornano est mortellement touché par une rafale de mitrailleuse en attaquant le terrain d’aviation de Mourzouk. Il se fait littéralement couper en deux par une rafale de mitrailleuse italienne en convoyant un prisonnier italien, lui aussi tué. Lors de ce combat, le capitaine Jacques Massu est blessé à la jambe. D'Ornano sera inhumé près du poste de Mourzouk, dans la palmeraie.

### Sépulture
Le 11 janvier 1943 (au début de la campagne de Tunisie), à Mourzouk, l'armée française libre prend tout de même le temps de faire une solennelle prise d’armes devant sa sépulture. Les Italiens, dans un geste noble, lui ont édifié une tombe décente dans leur cimetière militaire. À l'issue d'une prise d'armes, une croix de Lorraine garnie de fleurs est déposée sur la tombe du colonel d’Ornano, accompagnée du message suivant : « Le général Leclerc, les troupes en opérations, la population militaire et civile du Tchad. À la mémoire du colonel d’Ornano, cette humble croix de Lorraine faite avec des fleurs du Tchad. Signé : colonel Ingold, intendant Dupin, commandant Bonnafe ». 
Sa famille fera exhumer les restes mortels. Il repose maintenant dans la chapelle familiale du « Canicciu » à Ajaccio (Cimetière marin).

### Épilogue
L'opération sur Mourzouk fut pleinement réussie[réf. nécessaire] : le hangar et 3 avions incendiés, l'organisation radio détruite. Les Italiens ont eu neuf tués dont le Commandant du Poste et ont avoué dix blessés. Le 12, le poste de Gatroun fut attaqué le 13 et en même temps un djich à chameau fut mené par les méharistes du Tibesti (Capitaine Sarazac) sur le poste de Tedjeri.

## Collaborations scientifiques
Le lieutenant Jean Colonna d'Ornano a collaboré avec le Docteur Maire (botaniste) de la Faculté des Sciences d'Alger. Le Docteur Maire est l'auteur, entre autres, d'une flore d'Afrique du Nord.

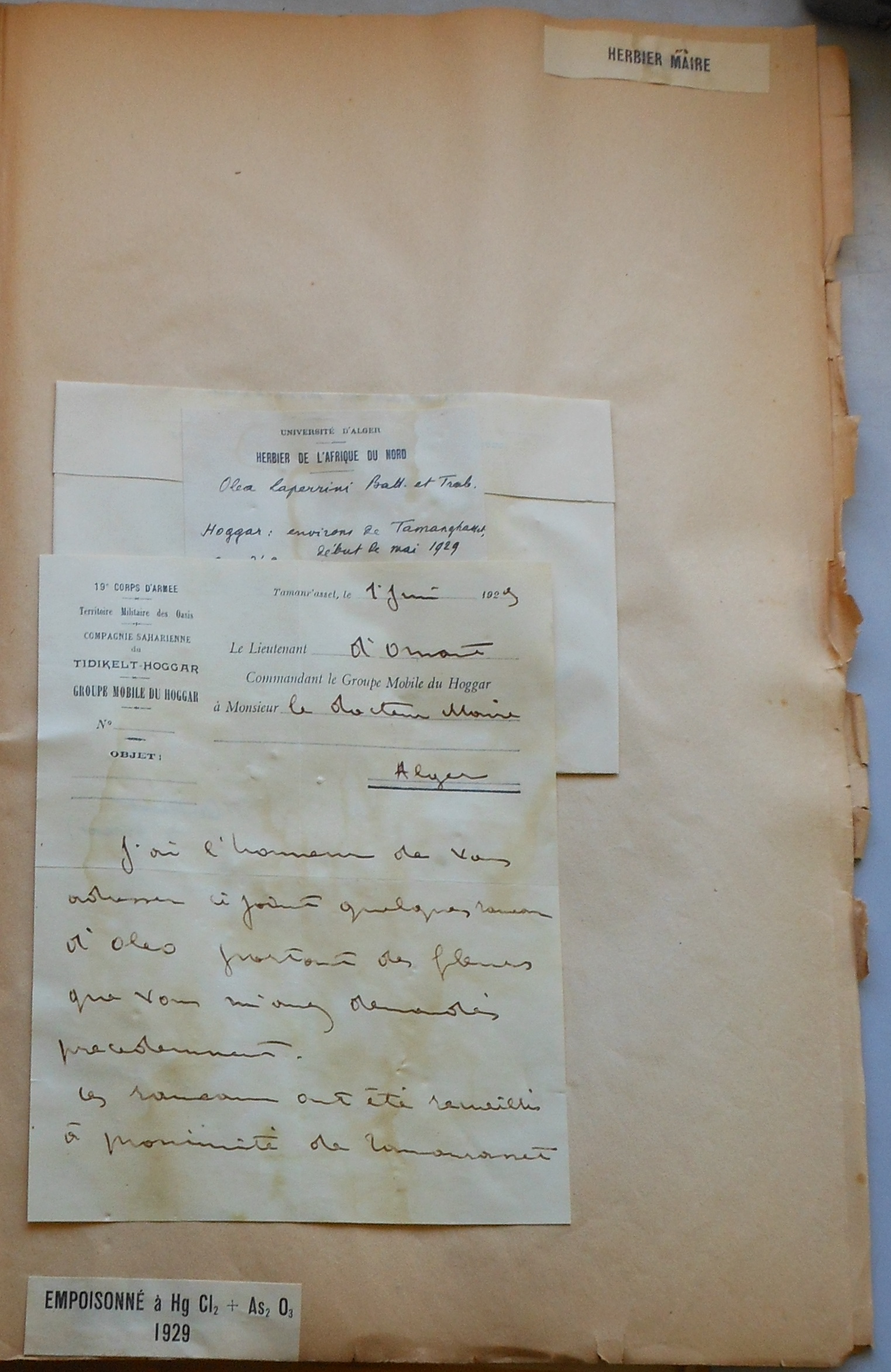
Fragment d'une lettre du Lieutenant d'Ornano adressée le 1 juin 1929 au Dr Maire à l'Herbier d'Alger (trouvée à l'Herbier de Montpellier avec un rameau d'olivier de Laperrine)

## Hommages

### Décorations
- Officier de la Légion d'honneur
- Compagnon de la Libération par décret du 31 janvier 1941
- Croix de guerre 1914–1918 (4 citations)
- Croix de guerre des Théâtres d'opérations extérieurs (2 citations)
- Croix du combattant
- Médaille coloniale avec agrafes "AOF", "Maroc"
- Médaille commémorative de la guerre 1914–1918 (Syrie)
- Officier du Ouissam alaouite (Maroc)
- Officier du Nichan Iftikhar (Tunisie)
- Officier de l’Étoile Noire du Bénin

### Lieux nommés

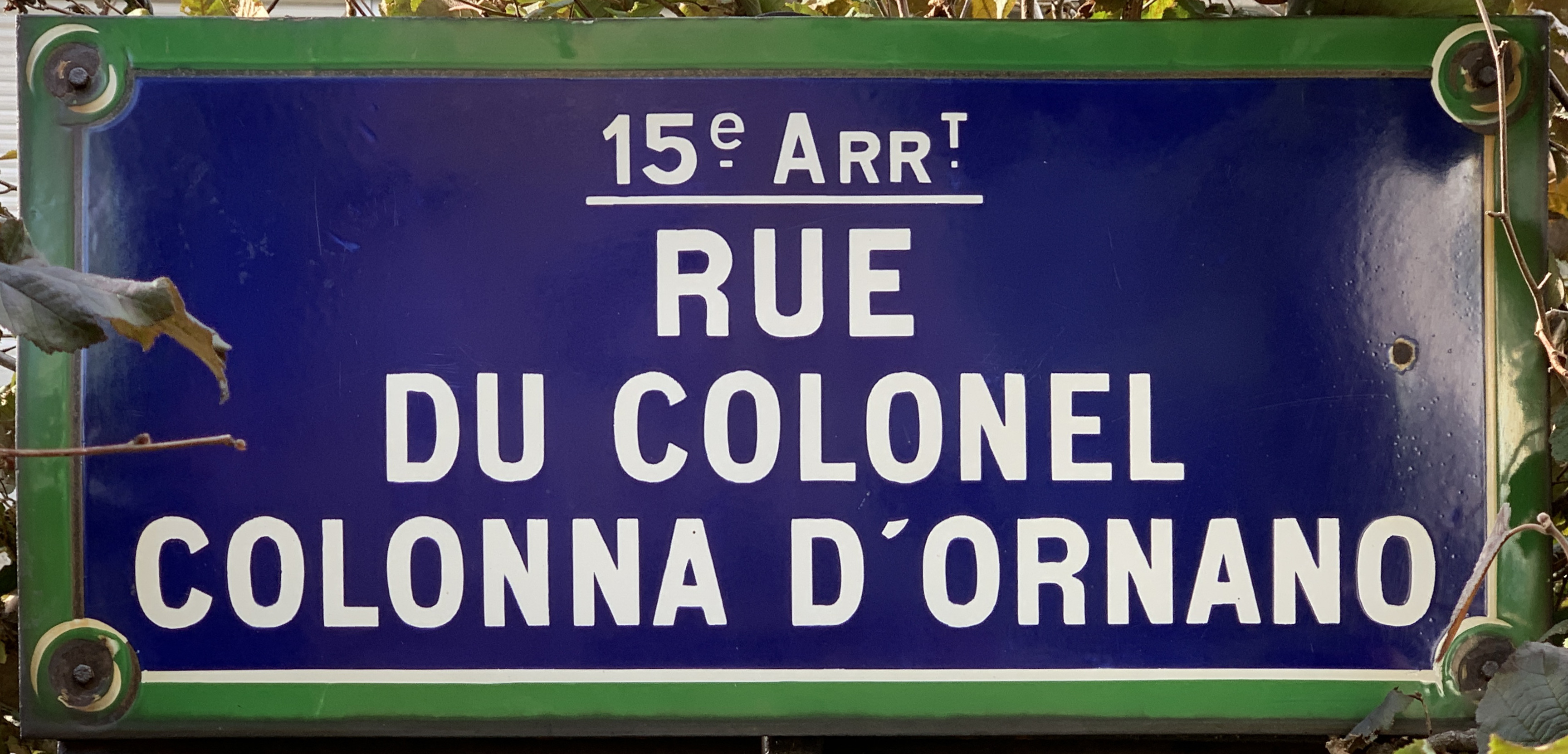
Plaque de rue de la voie parisienne.

- Rue du Colonel-Colonna-d'Ornano : une voie publique située dans le 15e arrondissement de Paris
- Avenue Colonel-Colonna-d'Ornano, Ajaccio
- Rue du Colonel-Colonna-d'Ornano, Loos
- Avenue Colonel d'Ornano, Béziers

### Autres hommages
- Un réseau de résistance : le « maillon d’Ornano » à Gap, en hommage au lieutenant-colonel Jean Colonna d'Ornano tombé en Libye en janvier 1941 lors du raid sur Mourzouk, lancé par le colonel Leclerc Réseau de résistance.

## Sources

### Sites internet
Légende :  : document utilisé comme source pour la rédaction de cet article.
- Jean Colonna d'Ornano l'africain : consulté le 12/08/2017
- Musée du Maréchal Leclerc : consulté le 12/08/2017
- Wikidata : consulté le 12/08/2017
- Colonna d'Ornano : consulté le 12/08/2017